# Aphytis lingnanensis
Aphytis lingnanensis är en stekelart som beskrevs av Compere 1955. Aphytis lingnanensis ingår i släktet Aphytis och familjen växtlussteklar. Inga underarter finns listade i Catalogue of Life.